# Meloboris curticauda
Meloboris curticauda är en stekelart som först beskrevs av Henry Lorenz Viereck 1925.  Meloboris curticauda ingår i släktet Meloboris och familjen brokparasitsteklar. Inga underarter finns listade i Catalogue of Life.